# Helioskop
Helioskop je durbin sa obojenim sočivom za posmatranje Sunca da ne bi došlo do ošećenja vida. Prvi koji ga je koristio je bio Bendito Kasteli, a dovršio ga je Galileo Galilej.